# Edwin Parra
Pour les articles homonymes, voir Parra (homonymie).
Parra  Bustamante est un nom espagnol. Le premier nom de famille, en général paternel, est Parra ; le second, en général maternel, souvent omis, est Bustamante.
Edwin Arnulfo Parra Bustamante, né le 8 juillet 1984 à Sora (département de Boyacá), est un coureur cycliste colombien. Son frère cadet Heiner est également coureur cycliste.

## Biographie
Il subit durant la saison 2011 un contrôle antidopage positif à la Vuelta a Boyacá.

## Palmarès
- 2005
  - 2e du Tour de Colombie espoirs
- 2006
  - Prologue de la Vuelta al Valle del Cauca
  - 3e étape de la Clásica de Anapoima
  - 4e étape du Tour de Colombie espoirs
  - 10e étape du Tour de Colombie (contre-la-montre par équipes)
  - 2e de la Vuelta al Valle del Cauca
  - 2e du championnat de Colombie du contre-la-montre espoirs
  - 3e du Tour de Colombie espoirs
- 2009
  - 7e étape de la Vuelta a Chiriquí

## Classements mondiaux
| Année            | 2006 | 2007 | 2008 | 2009 | 2010 | 2011 | 2012 | 2013 | 2014 | 2015 | 2016 | 2017 |
| ---------------- | ---- | ---- | ---- | ---- | ---- | ---- | ---- | ---- | ---- | ---- | ---- | ---- |
| UCI Europe Tour  |      |      |      | 961e |      |      |      |      |      |      |      |      |
| UCI America Tour | 58e  | 149e | 232e | 238e | 176e | 210e |      | 137e |      |      |      |      |
| UCI Asia Tour    |      |      |      |      |      |      |      |      |      |      |      | 259e |